# 秋月種記
秋月 種記（あきづき たねのり）は、江戸時代後期の旗本寄合席。通称は豊三郎。日向国高鍋藩主秋月家分家の旗本寄合席木脇領主秋月家10代当主。石高は日向国諸県郡、宮崎郡内3,000石。宿所は愛宕下天徳寺前。
秋月豊三郎で知られ、講武所剣術世話心得や中奥小姓を勤める。

## 生涯
秋月種博の子として誕生。父の種博（金次郎）は本宗家・高鍋藩主秋月種任の養女として種任の正室の妹にあたる脇坂安董の娘を正室として迎えており、安政4年（1857年）に老中となった脇坂安宅とは姻戚関係であった。また、江戸城多門櫓文書の明細短冊では種記は「戌二十五歳」とされて、父の種博は死亡扱いとなっている。
万延元年12月11日（1861年1月21日）に部屋住みのまま召し出されて、中奥番となり、講武所剣術心得へ出役となる。文久元年刊行の出雲寺萬次郎蔵版の武鑑において中奥御番衆に「秋月豊三郎」とある。
文久2年6月4日（1862年6月30日）に父の跡式を相違なく相続し、同年7月25日（1862年8月20日）に中奥小姓に転じる。なお、同年11月14日（1862年12月24日）に父の正室の養弟にあたる秋月種樹が学問所奉行となっている。
文久3年（1863年）死去。家督は父の正室の養弟で本宗家の秋月種殷の庶弟でもある種事（幾三郎、秋月種任の五男）が相続した。